# Basse Galilée (conseil régional)
Le conseil régional de Basse Galilée, en hébreu : מועצה אזורית הגליל התחתון, siège à Kadoorie (he), dans le district nord en Israël, il comprend la plupart des localités de la région naturelle de Basse Galilée.

## Liste des colonies et  communautés
Ce conseil régional est composé de divers types de communautés, notamment les kibboutzims , les moshavas, les colonies et les villages de jeunes (en) :
Kibboutz
- Beït-Keshet
- Beit Rimon (en)
- Lavi (en)

Moshavas
- Arbel (en)
- HaZor'im (en)
- Ilania
- Kfar-Hitim
- Kfar Kisch (en)
- Kfar Zeitim (en)
- Sde Ilan (en)
- Shadmot Dvora (en)
- Sharona (en)
- Mitzpa (en)

Colonies
- Giv'at Avni (en)
- Masad (en)
- Mitzpe Netofa (en)

Villages de jeunes
- Hodayot (en)
- École agricole de Kadoorie (en)

## Source de la traduction
- (en) Cet article est partiellement ou en totalité issu de l’article de Wikipédia en anglais intitulé « Lower Galilee Regional Council » (voir la liste des auteurs).